# Juncus monanthos
Juncus monanthos är en tågväxtart som beskrevs av Nikolaus Joseph von Jacquin. Juncus monanthos ingår i släktet tåg, och familjen tågväxter. Inga underarter finns listade i Catalogue of Life.

## Bildgalleri

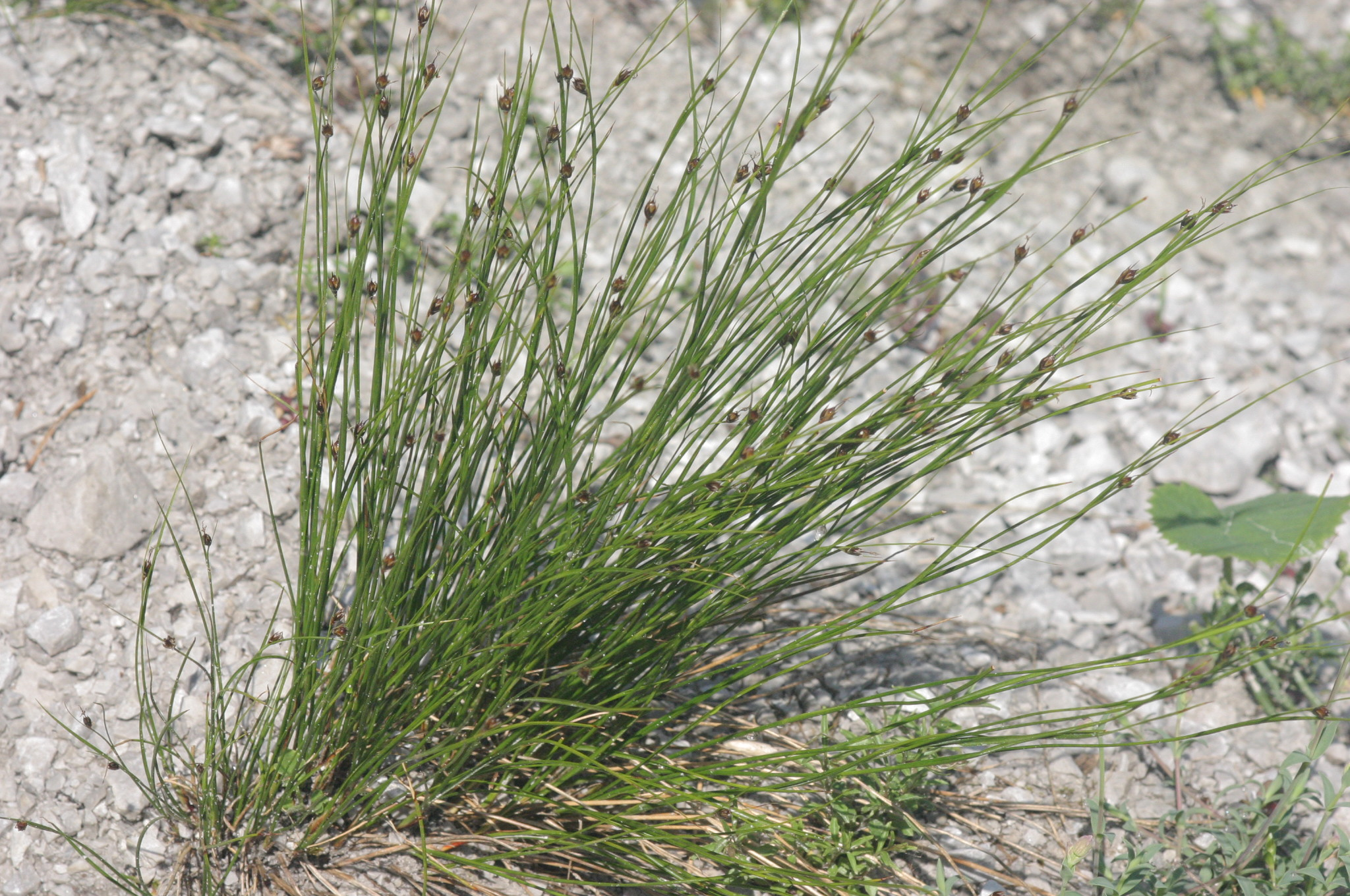
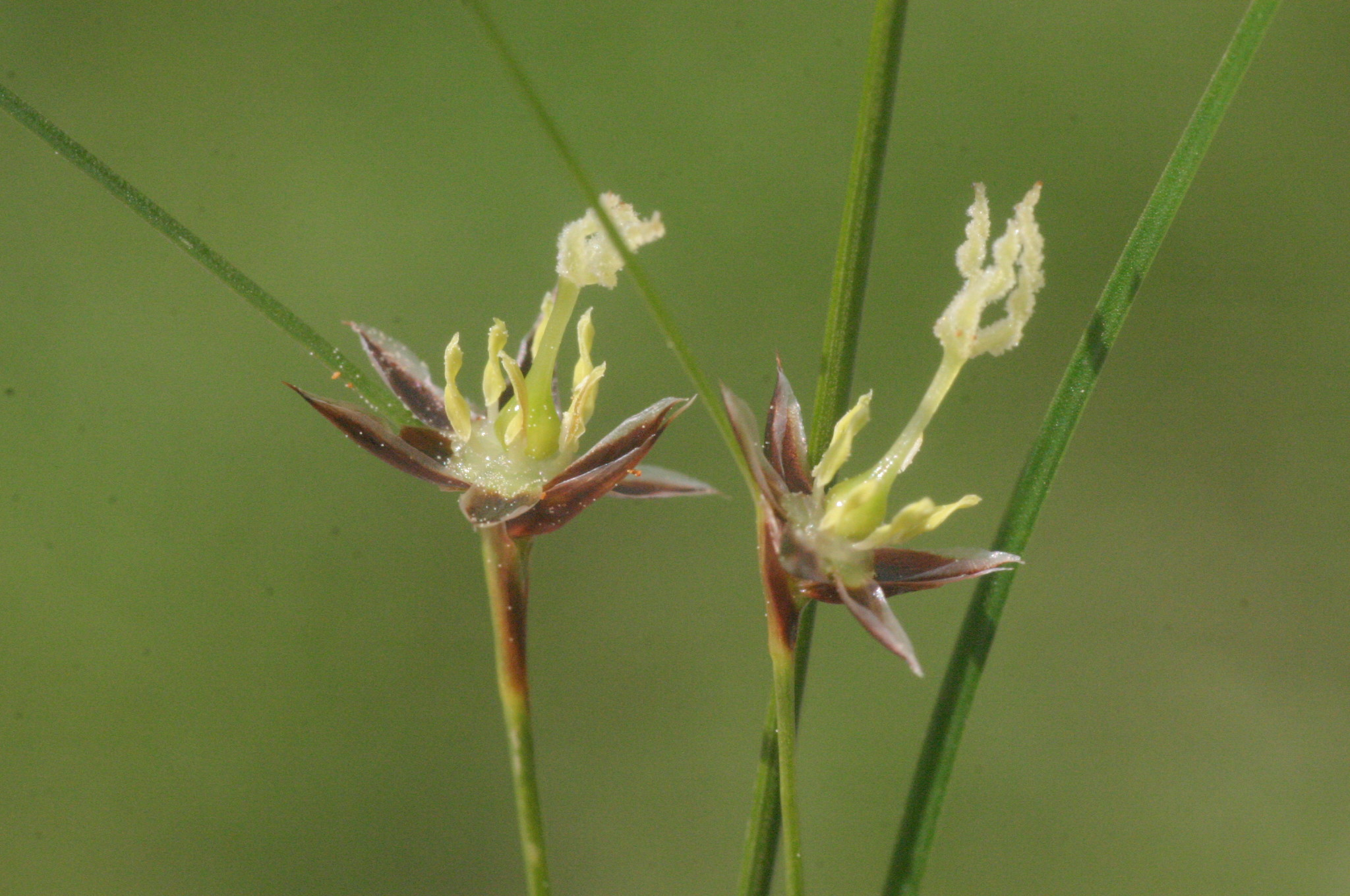
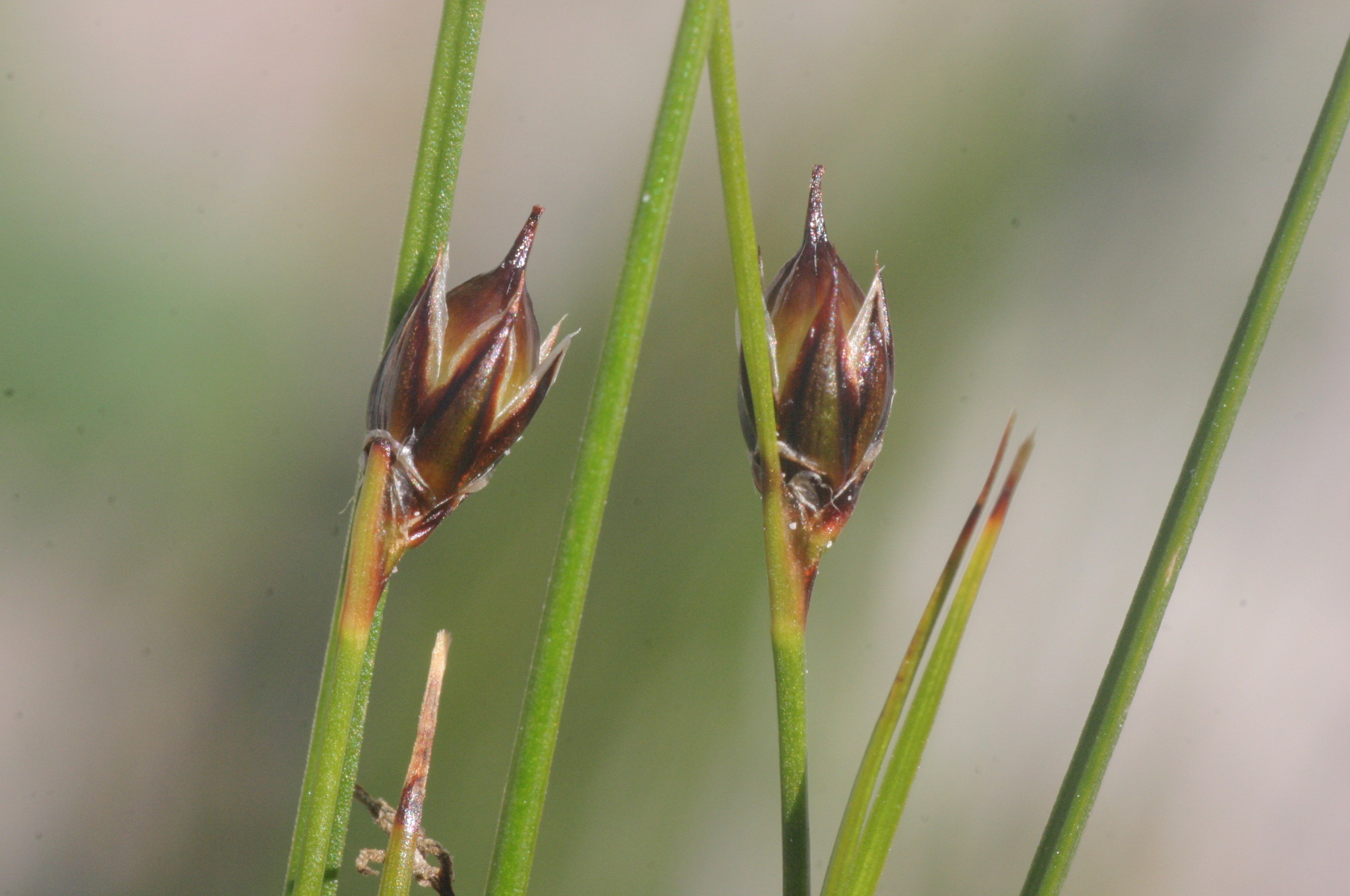
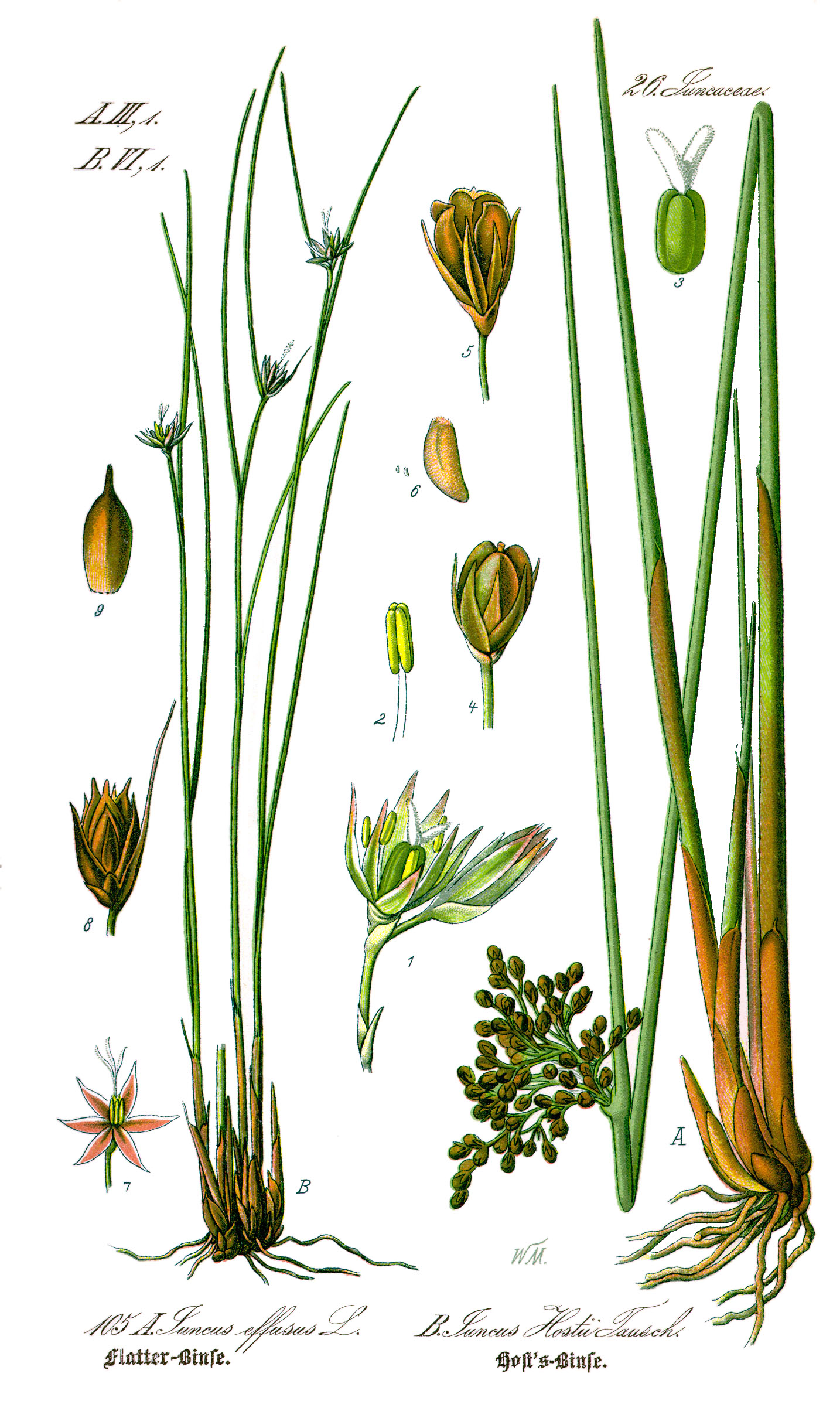
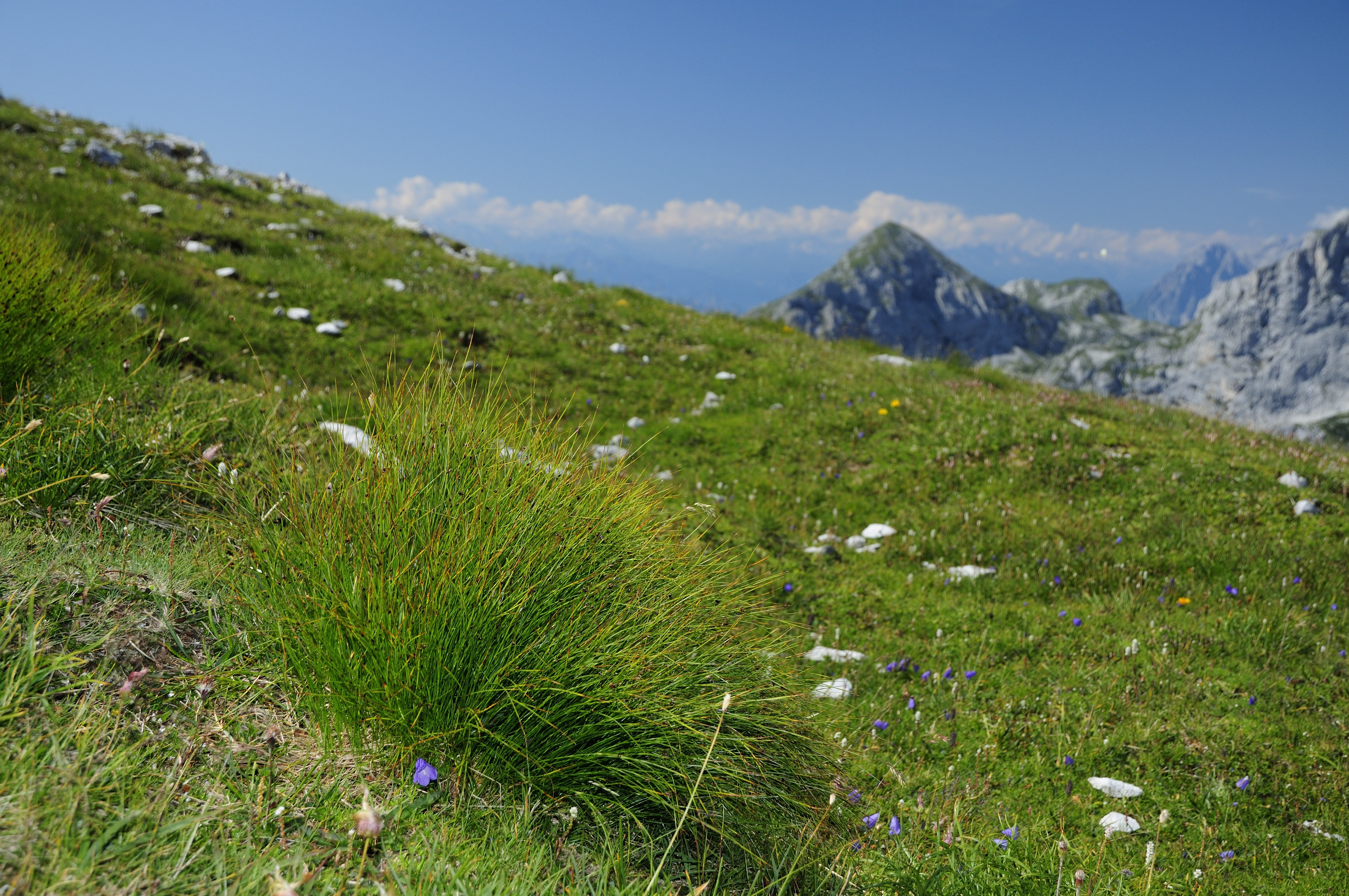